# Rancenay
Rancenay är en kommun i departementet Doubs i regionen Bourgogne-Franche-Comté i östra Frankrike. Kommunen ligger i kantonen Boussières som tillhör arrondissementet Besançon. År 2022 hade Rancenay 421 invånare.

## Befolkningsutveckling
Antalet invånare i kommunen Rancenay
Referens:INSEE